# Güigüe

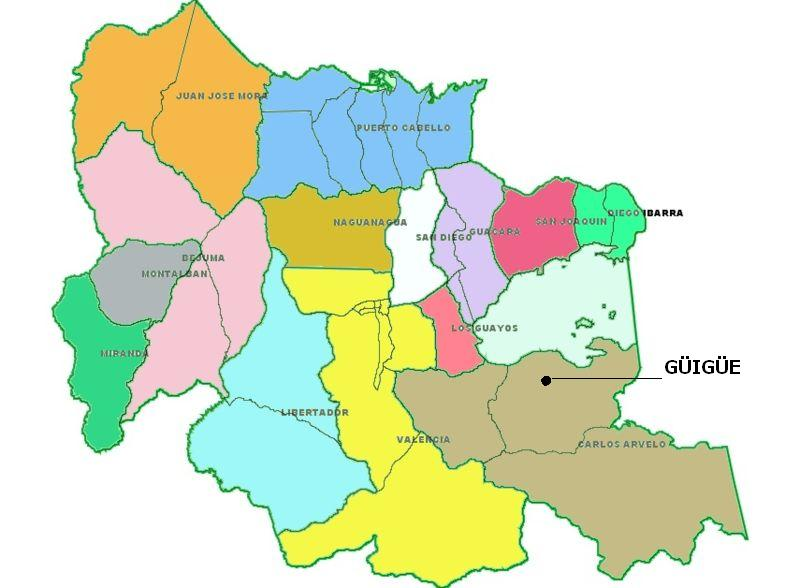
Güigüe im Bundesstaat Carabobo

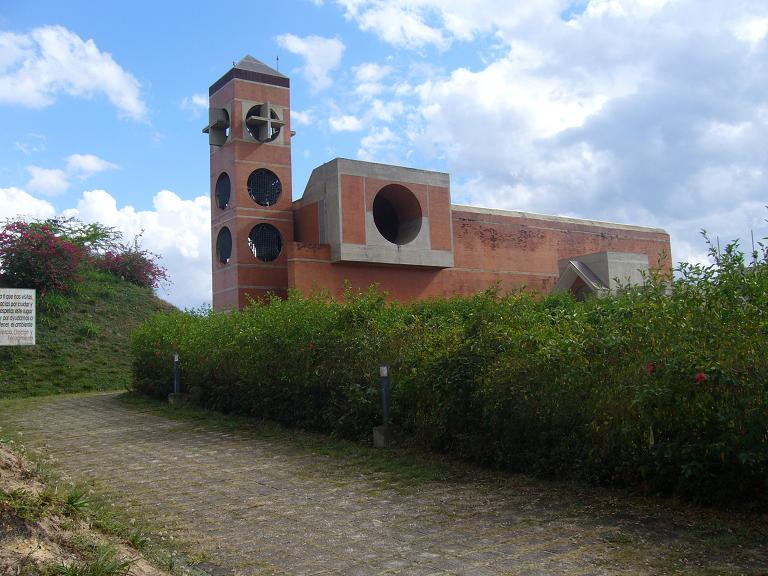
Abteikirche von Güigüe

Güigüe ist eine kleine Stadt südlich vom Valenciasee, im Bundesstaat Carabobo in Venezuela.
Sie ist die Hauptstadt des Bezirks (Municipio) Carlos Arvelo.

## Geschichte
Güigüe wurde 1724 gegründet. Pater Nicolás Ambrosio Maestre begann 1747 mit dem Bau der ersten Kirche.

## Demographie
Güigüe hat über 60.000 Einwohner.
| Bevölkerungsentwicklung | Bevölkerungsentwicklung | Bevölkerungsentwicklung | Bevölkerungsentwicklung | Bevölkerungsentwicklung | Bevölkerungsentwicklung | Bevölkerungsentwicklung | Bevölkerungsentwicklung |
| ----------------------- | ----------------------- | ----------------------- | ----------------------- | ----------------------- | ----------------------- | ----------------------- | ----------------------- |
| Jahr                    | 1990                    | 1992                    | 1995                    | 1998                    | 2000                    | 2005                    |                         |
| Einwohner               | 45.339                  | 47.747                  | 51.302                  | 54.781                  | 57.043                  | 62.464                  |                         |

Quelle: Bevölkerungsstatistik

## Sehenswürdigkeiten
Die Abtei von Güigüe ist bekannt für ihre Architektur, für den gregorianischen Gesang und für die landwirtschaftlichen Produkte.